# Люсьєн Петіпа
Люсьєн Петіпа (фр. Lucien Petipa; 1815—1898) — французький балетний артист, балетмейстер і педагог.

## Біографія
Люсьєн Петіпа народився 22 грудня 1815 року в Марселі в сім'ї французького танцівника Жана-Антуана Петіпа (Jean-Antoine Petipa) (1787—1855) і Вікторини Морель-Грассо (Victorine Morel-Grasseau) (1794—1860); його молодший брат Маріус Петіпа (1818—1910) збудував кар'єру в російському балеті.
Перші балетні кроки робив під керівництвом свого батька, балетного артиста, балетмейстера, а в кінці життя викладав хореографію в Росії, в Санкт-Петербурзі, де і помер.
Вперше Люсьєн вийшов на професійну сцену в п'ятирічному віці 25 березня 1821 в Брюссельському театрі «Ла Монне» у виставі «Манія танцю» (La Dansomanie) балетмейстера П'єра Гарделя (Pierre Gardel) (1758—1840), виконавши роль дитини Гастане. Аж до 1824 року Люсьєн виходив на сцену в невеликих ролях амурів у балетних постановках свого батька.
У квітні 1835 роки сім'я Петіпа переїжджає з Брюсселя в Бордо, де глава сім'ї займає посаду балетмейстера театру, а Люсьєн стає першим танцюристом трупи. Протягом декількох років Люсьєн є солістом театру Бордо, поки на нього не звернув увагу славетний хореограф Філіппо Тальоні. Талант молодого виконавця потряс Тальоні, і він запросив Люсьєна в Париж, де той дебютував 10 червня 1839 року на сцені Паризької національної опери в балеті «Сильфіда», де його партнеркою стала балерина Люсіль Ґран, яка уславилася виконанням головної партії в цій постановці. Відтоді до 1862 року Л. Петіпа займав посаду першого танцюриста Паризької опери, де був партнером найславетніших балерин того часу — Ф. Ельслер, К. Грізі, Ф. Черріто.
Надалі Люсьєн Петіпа з величезним успіхом виконував безліч головних сольних партій у безлічі балетів, однією з найбільших його ролей стала партія Графа Альберта в балеті «Жізель», де він танцював у парі з Карлоттою Грізі. Прем'єра балету «Жізель» відбулася 28 червня 1841 в Королівській академії музики (Theatre de l'Academie Royal de Musique) в Парижі. Успіх постановки «Жизелі» був настільки величезний, що всі учасники вистави стали кумирами французької публіки, а пліткарі подейкували, що у виконавців головних партій Люсьєна Петіпа і Карлотти Грізі почався справжній, а не тільки по сцені, роман, і саме через нього вона і розлучилася з балетмейстером Жюлем Перро. Чи було це правдою чи дозвільними вигадками пліткарів, що швидше за все, так і залишилося невідомим. Але до цього часу Люсьєн Петіпа вже став балетної зіркою, про нього говорили, розповідали легенди, пліткували, що доводить його популярність і популярність.
Час від часу брати Петіпа працювали разом, зокрема, в 1841 році в Парижі, де Петіпа-молодший удосконалювався в школі Великої паризької опери, вони виступили на цій сцені в pas de quatre разом з Терезою і Фанні Ельслер.
Будучи на посаді першого соліста трупи, Люсьєн Петіпа сам став балетмейстером декількох балетних постановок. У 1858 році він поставив для балетної сцени Паризької Опери спектакль «Шакунтала», що мав гучний успіх, — з колосальними декораціями і багатими костюмами; в балет були включені акробатичні підтримки, в яких партнер піднімав балерину на витягнутих руках над своєю головою. Головну роль танцювала Амалія Феррарі (Amalia Ferrari), одягнена в пишну пачку і балетні туфлі, тоді як інша частина танцівників одягнена в костюми, більш нагадують індійські.
Протягом 1860—1868 рр. Люсьєн Петіпа займав посаду директора Національної опери, поки з ним не стався нещасний випадок під час полювання, після якого він уже не міг танцювати. У жовтні 1872 він повернувся до Брюсселя, в театр свого дитинства, де він уперше вийшов на сцену, і протягом недовгого часу (1872—1873 рр.) займав посаду директора балетної трупи. У 1875 році він став професором Королівської Брюссельської консерваторії (фр. Conservatoire royal de Bruxelles), де викладав майстерність танцю протягом трьох років, а в 1878 році покинув Брюссель і переселився в Версаль, де вирішив влаштуватися остаточно й де закінчив своє життя; він помер 7 липня 1898 року. Правда, за цей час у 1882 році він був запрошений до Національної опери для постановки вистави «Намуна».